# Perdita Felicien
Perdita Felicien, 29 augusti 1980, är en kanadensisk friidrottare som tävlar i häcklöpning. Felicien vann lite oväntat VM-guld på 100 meter häck vid VM i Paris. Året efter vann Felicien även 60 meter häck vid inomhus VM i Budapest. 
Hon deltog även vid Olympiska sommarspelen 2004 där hon gick till final. Hon ramlade på första häcken i finalen. När hon föll kom hon in på ryskan Irina Shevchenkos bana, vilket gjorde att hon avbröt loppet. Hon blev även utslagen i semifinalen vid VM 2005 i Helsingfors. Däremot blev hon silvermedaljör vid VM 2007 efter Michelle Perry.

## Personliga rekord
- 60 meter häck - 7,75
- 100 meter häck - 12,46